# المتحدين (فلم)
المتحدين (بالإنجليزية: The United) هو فيلم تم إنتاجه في الولايات المتحدة.